# Dunkin'
Dunkin', ook Dunkin' Donuts genoemd, is een internationale koffie- en broodjesfirma, door de Amerikaan William Rosenburg opgericht in 1950 in Quincy, Massachusetts, in de Verenigde Staten. De merknaam Dunkin' Donuts wordt geleidelijk vervangen door Dunkin'. Het bedrijf ging op 8 oktober 2024 in Nederland failliet.
Het bedrijf had ongeveer 12.900 vestigingen in 42 landen. Het is een dochterbedrijf van Dunkin' Brands. In deze fastfoodketen worden koffie, donuts, bagels, muffins en ontbijtsandwiches verkocht. De slagzin is America Runs on Dunkin.
Het bedrijf had van 1997 tot 2000 vijf vestigingen en een fabriek in Nederland maar sloot deze vanwege het ontbreken van investeerders. In april 2014 maakte het bedrijf bekend weer nieuwe winkels te willen openen in Nederland. Op 23 maart 2017 werd de eerste vestiging in Amsterdam geopend.

Ten tijde van het faillissement had het bedrijf in Nederland 53 vestigingen en ca. 400 personeelsleden, in België waren er ongeveer 20 vestigingen. Hotelketen Van der Valk had een meerderheidsbelang in deze zaken. Medio oktober 2024 werd bekend dat het bedrijf met de curator aan een doorstart werkte.